# Weiler (Obersulm)
Weiler ist ein Ortsteil der Gemeinde Obersulm im Landkreis Heilbronn im nördlichen Baden-Württemberg. Der Ort hat rund 600 Einwohner.

## Geschichte
Weiler ist vermutlich als Ausbausiedlung des einst südlich angrenzenden Ortes Neidlingen entstanden. Der Ort wurde 1037 erstmals erwähnt und war der Stammsitz der Freiherren von Weiler, eines alten württembergischen Adelsgeschlechts. Durch die mittelalterliche Burg, den Vorgängerbau von Schloss Weiler, erlangte Weiler wohl bald mehr Bedeutung als das um 1400 untergegangene Neidlingen. 1805 kam der Ort an Württemberg. Weiler ist bis in die Gegenwart stark landwirtschaftlich geprägt.
Am 1. Mai 1972 entstand die neue Gemeinde Obersulm durch den Zusammenschluss der Gemeinden Affaltrach, Eichelberg, Eschenau, Weiler bei Weinsberg und Willsbach. Am 1. Januar 1975 wurde noch Sülzbach eingemeindet.

## Wappen

Wappen Weilers

Die Blasonierung des Wappens von Weiler lautet: In Silber ein roter Schrägbalken, beiderseits von je einer abwärts gerichteten schwarzen Hirschstange nach der Figur begleitet.
Das Wappen geht auf einen Vorschlag der Archivdirektion von 1959 zurück und kombiniert Elemente der Wappen der Herren von Weiler (in Silber ein roter Schrägbalken) und Württembergs (die Hirschstangen). Es wurde der Gemeinde am 13. Juli 1960 vom baden-württembergischen Innenministerium verliehen.

## Kultur und Sehenswürdigkeiten

### Museen
In Weiler gibt es seit 1995 ein Schulmuseum (das größte seiner Art in Baden-Württemberg), dem seit 2010 auch noch ein Spielzeugmuseum angeschlossen ist.

### Bauwerke

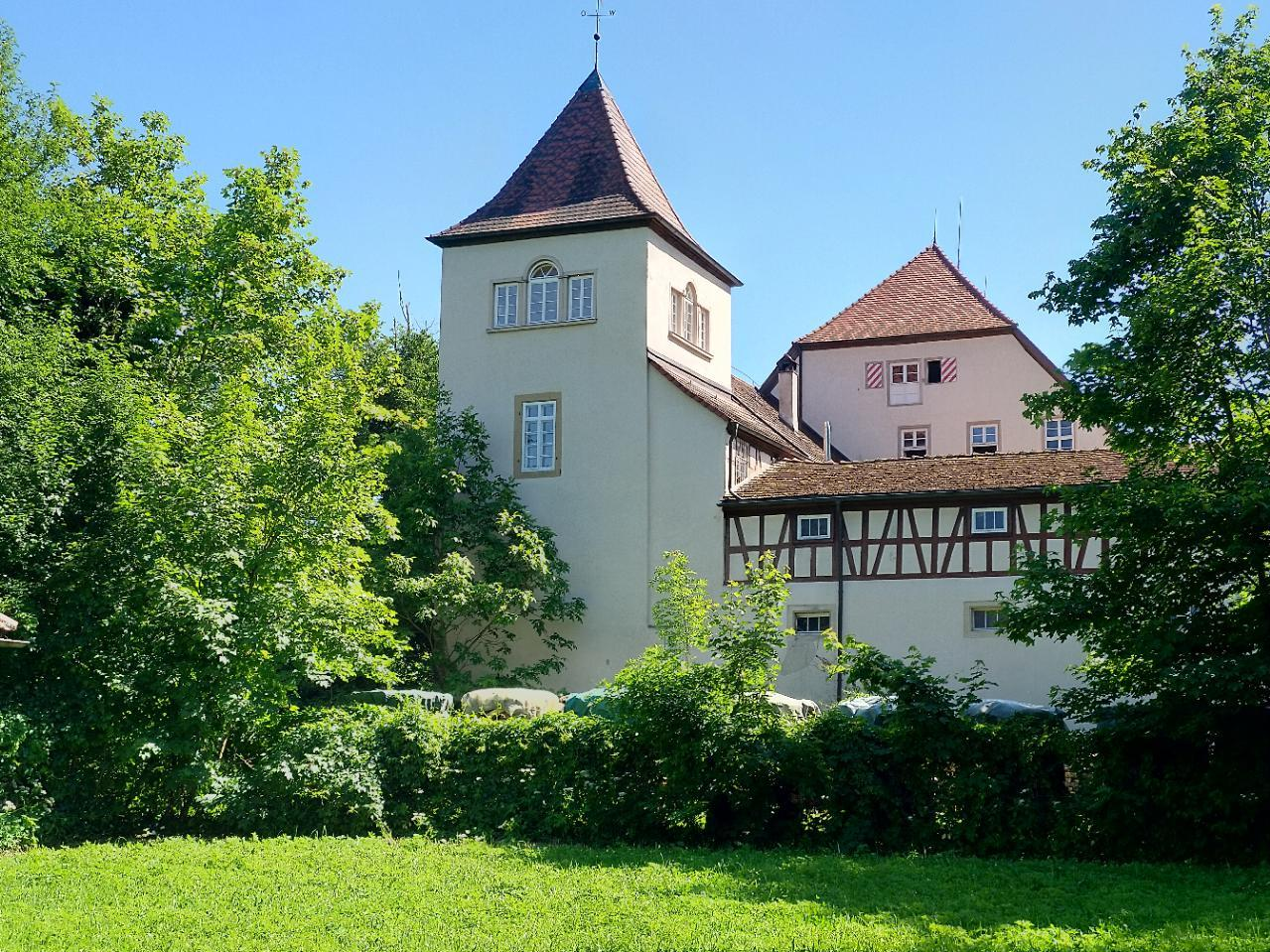
Schloss Weiler

- Schloss Weiler geht vermutlich auf eine mittelalterliche Wasserburg zurück und wurde ab 1588 neu erbaut. Im Schlosspark befindet sich eine der größten Rosskastanien Deutschlands. Von den Wirtschaftsgebäuden des Schlosses hat sich im Wesentlichen nur die Kelter in der Kellerstraße 3 erhalten. Eine weitere ehemalige herrschaftliche Kelter in der Kellerstraße 18 ist heute zum Wohnhaus umgebaut.
- Im südlich an das Schloss angrenzenden ehemaligen Wirtschaftshof befanden sich das Rentamt mit Zierfachwerk und Renaissance-Portal von 1558 sowie einige weitere historische Nebengebäude. Nach jahrelangen erfolglosen Bemühungen des Eigentümers, das Gelände mit den verfallenden Gebäuden zu verkaufen, erteilte das Denkmalamt 2013 eine Abbruchgenehmigung,[5] worauf die historischen Gebäude abgerissen wurden.[6] Im März 2021 lag das Areal noch brach, der dort geplante Bau von Wohnhäusern hatte noch nicht stattgefunden.[6]
- Die Evangelische Kirche „Unserer lieben Frau zu Weiler“ ist eine Chorturmanlage von 1399 und wurde 1758 erweitert. Wegen feuchten Untergrunds und Mauerwerks musste das Kirchenschiff 1931 neu errichtet werden. An die Kirche angebaut war eine 1844 abgerissene Gruft der Ortsherren. In der Kirche befand sich außerdem einst ein bedeutender historischer Flügelaltar, der seit 1953 im Besitz des Metropolitan Museum of Art ist. Unmittelbar bei der Pfarrkirche befindet sich der historische Pfarrhof aus Pfarrhaus und Scheune, der im Kern noch mittelalterlich ist.
- Auf dem Friedhof befindet sich eine Wallfahrtskapelle, in der 1844 eine neue Familiengruft der Freiherren von Weiler eingerichtet wurde.
- Das Alte Rat- und Schulhaus in der Heilbronner Straße 46 ist ein eingeschossiges Fachwerkgebäude aus dem Jahr 1791, das bis 1876 seinem ursprünglichen Zweck diente. Heute ist darin sowie in dem benachbarten ehemaligen Gasthaus Zur Sonne aus dem 16. Jahrhundert das Schulmuseum untergebracht.
- Das Neue Rat- und Schulhaus in der Heilbronner Straße 58 wurde als massives zweistöckiges Gebäude 1875/76 errichtet.
- Das Backhaus in der Heilbronner Straße 36 stammt aus der zweiten Hälfte des 19. Jahrhunderts, als die württembergischen Gemeinden dazu verpflichtet waren, solche Gebäude zur Verfügung zu stellen, um die Brandgefahr in Privathaushalten zu reduzieren.
- Im Ortskern befinden sich mehrere denkmalgeschützte frühneuzeitliche Fachwerkhäuser, darunter ein Wohn- und Weingärtnerhaus aus dem 18. Jahrhundert in der Heilbronner Straße 56 mit seinem auf Ständern weit vorkragenden Obergeschoss, die verputzten oder holzverkleideten Wohnhäuser in der Heilbronner Straße 43 und 45 aus dem 17. Jahrhundert sowie das im Kern noch auf das 15./16. Jahrhundert zurückgehende Wohnhaus in der Heilbronner Straße 34.[7]

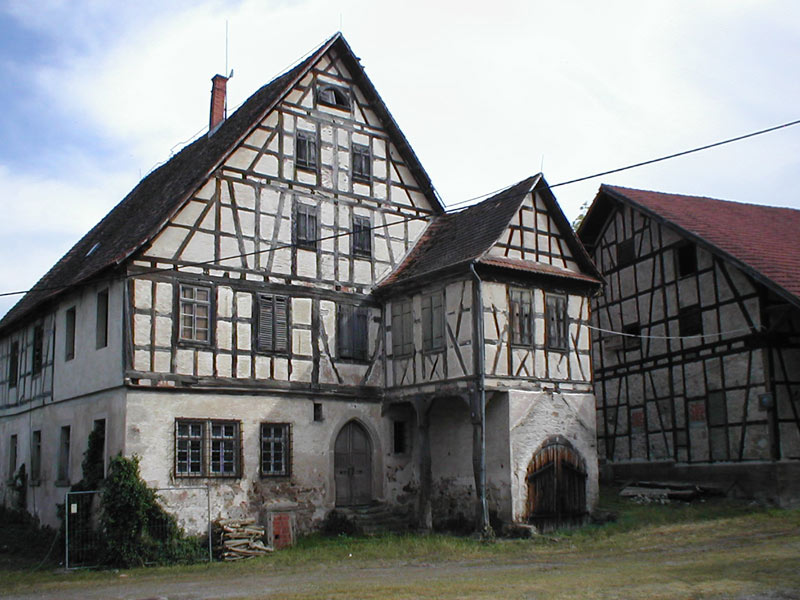
Rentamt (2007)
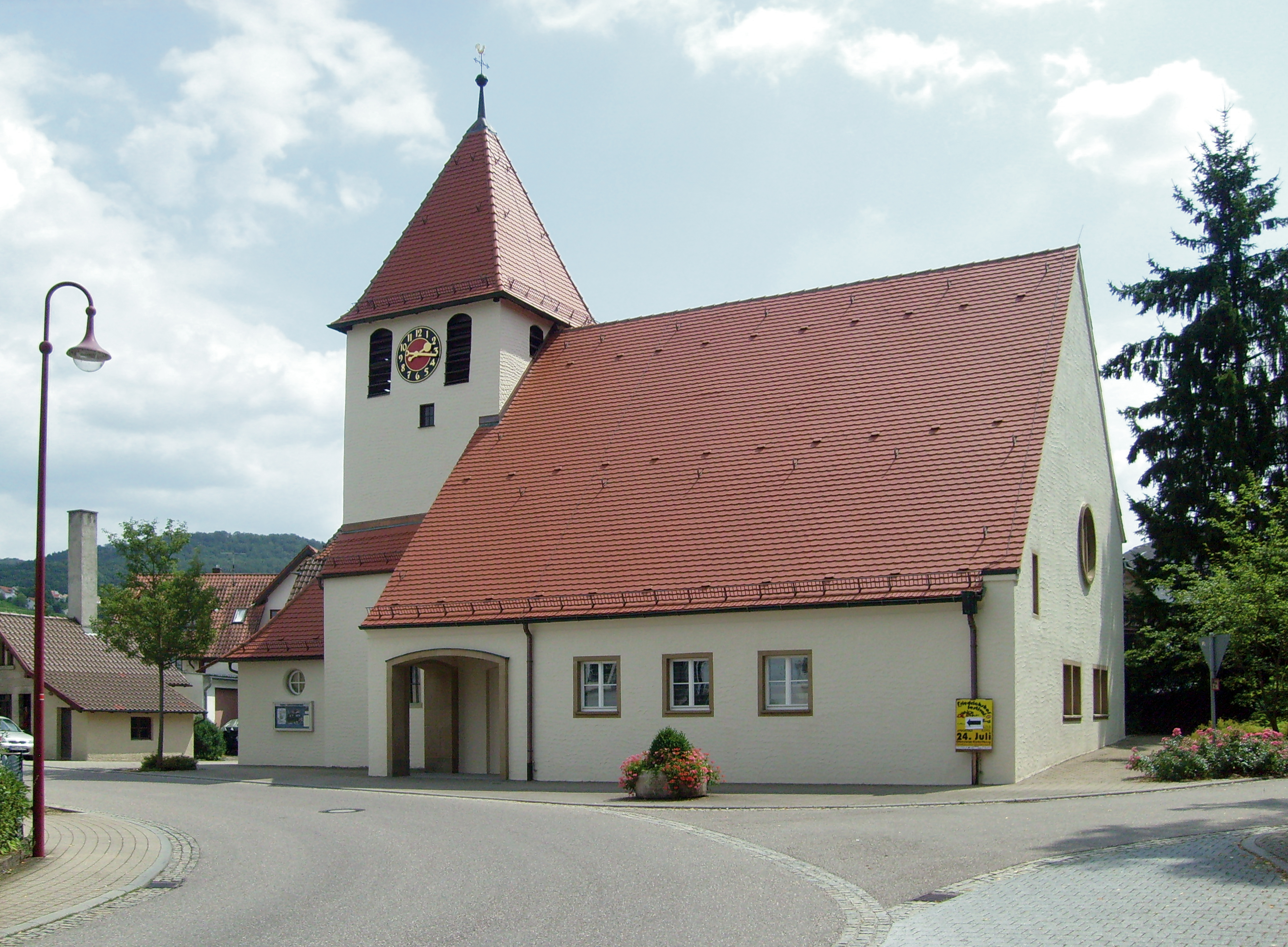
Kirche
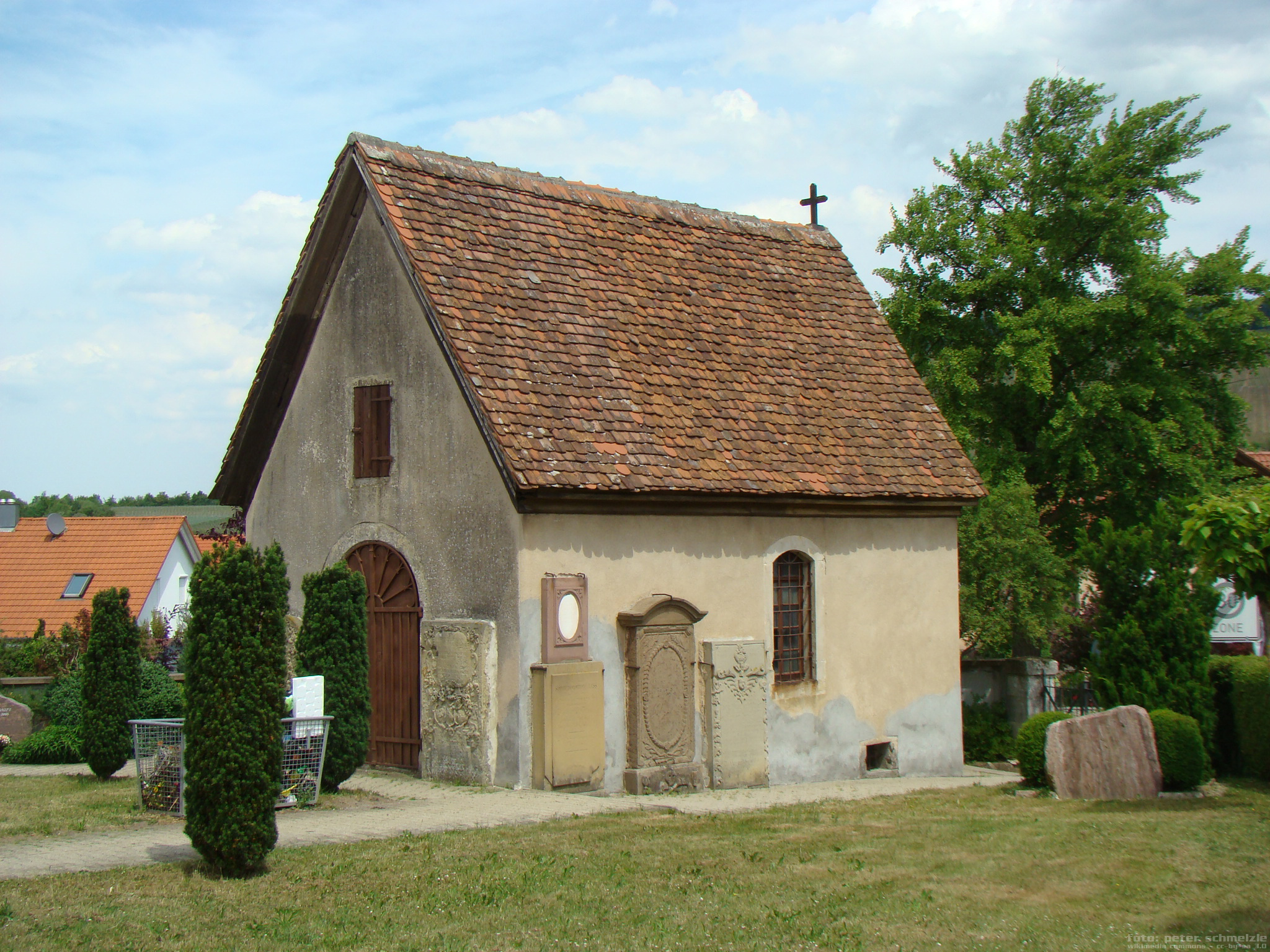
Wallfahrtskapelle mit Freiherrengruft
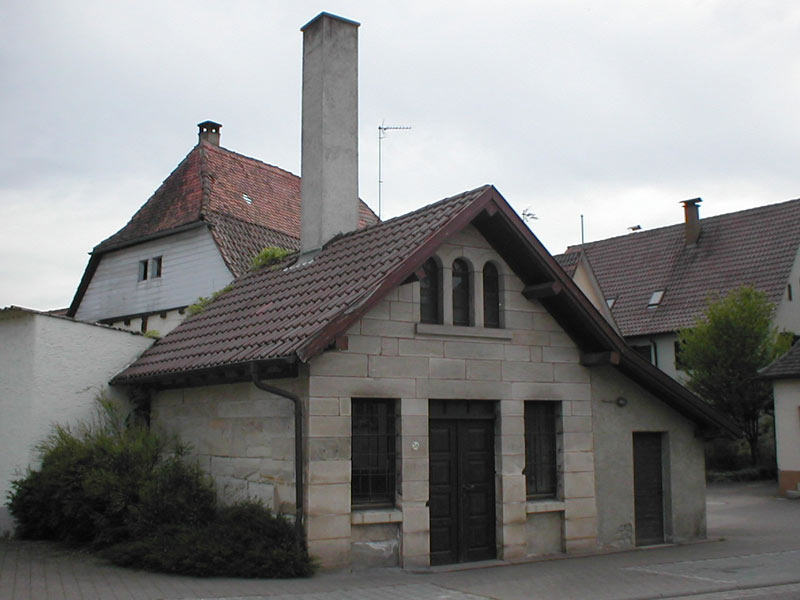
Backhaus